# Metopograpsus thukuhar
Metopograpsus thukuhar är en kräftdjursart som först beskrevs av Richard Owen 1839.  Metopograpsus thukuhar ingår i släktet Metopograpsus och familjen ullhandskrabbor. Inga underarter finns listade i Catalogue of Life.